# Antonio Salas Teixidó
Antonio Salas Teixidó (Tarragona, 28 de marzo de 1863-†Lérida, 1 de febrero de 1935) fue un clérigo católico y periodista español.

## Biografía
Inició sus estudios eclesiásticos en el Seminario Conciliar de Tarragona, prosiguiéndolos hasta bien avanzada la carrera. Luego se trasladó al Seminario de Burgo de Osma, donde la concluyó (el obispo de dicha diócesis, Pedro María Lagüera Menezo era conocido por sus ideas antiliberales). Ya antes de recibir las órdenes sagradas, ejerció una de las clases de latín y humanidades en el seminario.
Fue ordenado presbítero en Roma el 3 de junio de 1888 y se consagró a los ministerios apostólicos. Durante la guerra de Melilla de 1893, fue voluntario para asistir a los heridos, y después, en las inundaciones de Consuegra y otros pueblos afectados, para ayudar a las víctimas de aquella catástrofe.
En 1899 fue nombrado beneficiado de la catedral de Toledo. Allí escribió en latín un trabajo contra un escrito del Arzobispo de Toledo Ciriaco Sancha y Hervás, titulado «Los consejos del Cardenal Sancha», en el que el cardenal exigía a los católicos reconocer el régimen de la Restauración. Salas, que simpatizaba con el carlismo, envió una consulta a la Sagrada Congregación del Santo Oficio sobre este asunto.
Una nota de prensa aparecida en El País contra los carlistas dijo que Antonio Salas vivía siempre en Madrid y que no salía de las redacciones de El Correo Español y El Fusil, salvo cuando estaba en el palacio de «cierto dignatario eclesiástico».
Amigo de Juan Vázquez de Mella, solía participar en las tertulias que organizaba en su casa con otros carlistas como el padre Bocos, Álvaro Maldonado o Fernando Galetti y políticos como Natalio Rivas Santiago.
Se trasladó en 1906 a la catedral de Lérida mediante permuta canónica.
Opuesto al centralismo, en 1907 apoyó el movimiento de la Solidaridad Catalana. En la ciudad de Lérida fundó en 1908 el semanario carlista L'Almogàver, del que fue propietario y director.
En 1917, tras la defunción del doctor Ramón Garcés Aznar, fue nombrado canónigo de la catedral de Lérida. Murió en 1935.